# Iegheriște, Satu Mare
Iegheriște (maghiară Alsóhuta) este un sat în comuna Crucișor din județul Satu Mare, Transilvania, România. Este situat pe DJ193B.

 Acest articol despre o localitate din județul Satu Mare este deocamdată un ciot. Puteți ajuta Wikipedia prin completarea lui.